# Rhynchobatus luebberti
Rhynchobatus luebberti é uma espécie de peixe da família Rhynchobatidae.
Pode ser encontrada nos seguintes países: Angola, Benin, Camarões, República do Congo, República Democrática do Congo, Costa do Marfim, Guiné Equatorial, Gabão, Gâmbia, Gana, Guiné, Guiné-Bissau, Libéria, Mauritânia, Nigéria, Senegal, Serra Leoa e Togo.
Os seus habitats naturais são: mar costeiro, recifes de coral, águas estuarinas e lagoas costeiras de água salgada.
Está ameaçada por perda de habitat.